# Michel Turler
Pour les articles homonymes, voir Türler.
Michel Turler (aussi Michel Türler), né le 14 mai 1944 et mort le 8 avril 2010 à La Chaux-de-Fonds, est un hockeyeur suisse.
Après s'être essayé au football, il se décida pour ce sport après un tournoi scolaire de hockey sur glace. Durant sa carrière, il remporta six fois de suite le Championnat de Suisse avec le HC La Chaux-de-Fonds entre 1968 et 1973 puis à nouveau en 1978 avec le HC Bienne. Il fut également meilleur marqueur à quatre reprises.

## Liens
- Swiss Championship - Year-by-Year Leading Scorers
- (en) Profil olympique de Michel Turler sur sports-reference.com (archivé)